# Bernard Poirette
Pour les articles homonymes, voir Poirette.
Bernard Poirette, né le 1er juin 1958 à Lille, est un journaliste et animateur de radio français.
Après avoir travaillé pendant dix ans comme pigiste et correspondant dans plusieurs journaux et radios, il intègre RTL en 1993 pour y présenter les journaux du matin. À partir de 2004, il y anime RTL Week-end matin, et puis RTL Soir à partir de 2009, le vendredi, associé à On refait le monde. Après avoir été évincé de cette matinale week-end, il quitte RTL, le 5 août 2018 et rejoint Europe 1 à la rentrée. Il quitte Europe 1 en 2020, et rejoint Radio Classique où il ne restera que quelques mois. Il intègre LCI en juillet 2021.

## Biographie
Bernard Poirette est né le 1er juin 1958 à Lille.
Titulaire d'une licence de sciences économiques et diplômé de l'École supérieure de journalisme de Lille (ESJ), il travaille en tant que pigiste, de 1982 à 1992, dans plusieurs journaux ou radios tels que Libération, Le Figaro, France Musique ou France Culture. Officiant d'abord à Fréquence Nord, radio locale de Radio France, de mai 1982 à avril 1984, il est ensuite pigiste pour les radios RTL et Sud Radio à Bordeaux jusqu'en septembre 1986. De juin 1989 à septembre 1991, il est correspondant à Moscou pour RTL, RFI et le journal Le Parisien, puis à Washington de décembre 1991 à mars 1993,.
À la rentrée 1993, il intègre RTL pour coprésenter le journal de 8 h en semaine avec Jacques Esnous. En septembre 1997, Olivier Mazerolle, alors directeur de l'information de la station, lui confie l'animation de J'ai mon mot à dire afin de concurrencer Le téléphone sonne de France Inter, sans succès,.
À partir de septembre 2000, il intervient dans RTL Week-end Matin avec deux chroniques : Pré Carré et C'est à lire. De 2000 à 2004, il présente aussi le Journal non-stop le week-end à 8 h. Parallèlement, à partir de septembre 2002, il présente le journal du vendredi soir de 18 h à 19 h.
À la rentrée 2006 et jusqu'en 2018, il assure la présentation de la matinale de 8 h à 9 h 15, puis de 7 h à 10 h en 2013,. Il anime également RTL Soir le vendredi de 18 h à 20 h, dont On refait le monde de 19 h 15 à 20 h à partir de 2009 et jusqu'en 2018. 
En 2012, il anime l'émission sur l'élection présidentielle de 2012, On refait la présidentielle chaque vendredi de janvier à mai.
À la suite du départ de Christophe Hondelatte, il récupère la présentation de RTL Soir et On refait le monde également le jeudi du 16 mai 2012 jusqu'à l'été que Marc-Olivier Fogiel reprend en septembre 2012.
Pour la saison 2016-2017, il succède à Marie Drucker à la présentation du Journal inattendu, diffusé le samedi de 12 h 30 à 13 h 30 sur RTL[réf. nécessaire].
Le 5 août 2018, il quitte RTL après avoir été évincé de la matinale week-end et rejoint Europe1 pour présenter Toute l'info du week-end à la rentrée.
À la fin de la saison 2019-2020, il est obligé de quitter Europe 1 car la station n'a plus les moyens de le garder. Il rebondit alors dès le 13 juillet 2020, en tant que joker de Guillaume Durand à la matinale de Radio Classique.
À la rentrée 2020, il assurera la présentation de cette matinale le vendredi et lors des congés de Guillaume Durand.
Le 19 février 2021, à la fin de la matinale en direct sur Radio Classique, il annonce quitter cette radio sans préciser pour quelles raisons. La direction de Radio Classique n’apportera aucune explication.
Le 22 mars 2021 il s'ouvre finalement aux réseaux sociaux en créant un compte twitter à son nom et lance son nouveau site de podcasts sur le thème de sa fameuse chronique C'est à lire.
Dès le 24 juillet 2021, il présente La Matinale Week-End Été de LCI, durant la période estivale.
Dès lundi 20 décembre 2021 jusqu'au vendredi 31 décembre 2021, Bernard Poirette présente La Matinale en semaine de LCI pendant les congés de fin d'année. Il anime à partir de janvier 2024 la matinale week-end LCI en compagnie d’Anne-Chloé Bottet.

## Récompense
Bernard Poirette est le lauréat du prix « Laurier Information Radio » le 12 février 2018 depuis le théâtre Le Palace.